# لشکر هشتم کوهستان (ورماخت)
لشکر هشتم کوهستانی (به آلمانی: 8. Gebirgs-Division) یک واحد نظامی در ارتش آلمان نازی در طول جنگ جهانی دوم بود. این واحد پس از دوباره طراحی لشکر ۱۵۷ام کوهستانی در تاریخ ۲۷ فوریه ۱۹۴۵ تشکیل شد. این واحد در زمان تسلیم ایتالیا در فرانسه مستقر شد سپس به سمت ایتالیا رفت و در دو روز ۵٬۷۷۲ نفر از نیروهای ایتالیایی را دستگیر کرد. این لشکر در سال ۱۹۴۵ تسلیم نیروهای آمریکایی شد.